# Parawixia casa
Parawixia casa är en spindelart som beskrevs av Levi 1992. Parawixia casa ingår i släktet Parawixia och familjen hjulspindlar.
Artens utbredningsområde är Colombia. Inga underarter finns listade i Catalogue of Life.